# Île du Roquet
Pour les articles homonymes, voir Roquet (homonymie).
L'Île du Roquet est une île située sur la Saône appartenant à la commune de Quincieux.

### Iconographie
- Représentation picturale par l'artiste peintre Alexandre François Bonnardel au début du XXe siècle.